# Зотов (хутор)
Зотов — хутор в Урюпинском районе Волгоградской области России. Входит в состав Хопёропионерского сельского поселения.

## География
Хутор находится в северо-западной части региона, в пределах Хопёрско-Бузулукской равнины.
Абсолютная высота — 123 метра над уровнем моря.

## Население
| 2010 |
| ---- |
| 33   |

## Инфраструктура
Личное подсобное хозяйство.

## Транспорт
К хутору ведёт просёлочная дорога с соседнего хутора Криушинский. Примерно в 2 км к восток находится аэродром.